# Centro Penitenciario de Álava
El Centro Penitenciario de "Araba/Álava", también conocido como Centro Penitenciario de Zaballa, es el principal centro penitenciario de  Álava, en el País Vasco en España. Reemplazó a la anterior cárcel de Nanclares de la Oca y está situado en el barrio de Zaballa, del concejo de Nanclares de la Oca del municipio de Iruña de Oca.

## Instalaciones
Las instalaciones ocupan una superficie de 80.000 metros cuadrado con una capacidad para 725 internos, siendo el mayor centro sociosanitario del País Vasco.  La orden de ocupación de las nuevas instalaciones de Zaballa se dio el 12 de septiembre de 2011 y fue publicada en el BOE número 229, del 23 de septiembre de 2011, a la vez que se ordenaba el cierre de las anteriores instalaciones penitenciarias de cárcel de Nanclares de la Oca. Las obras habían comenzado en 2008 tras ser anunciadas por el ministerio de Interior en el año 2006.
El Centro Penitenciario de Zaballa está formado por unas instalaciones modernas en las cuales los internos están recluidos en dos tipos de módulos, los "módulos de respeto" en los cuales los internos deben tener una actividad principal, entre ellos hay uno, el nº 6, destinado exclusivamente a mujeres y otro, el nº 9, a internos con problemas de salud  mental, y los "módulos residenciales" donde se alojan los reclusos  que no tienen asignada tarea alguna y suelen ser los más conflictivos, de este tipo de módulos hay dos para hombres (los nº 3 y 5) y uno, el nº 10, para mujeres. Hay dos módulos más, estos de sección abierta, para los reclusos en 3º grado y las celdas de aislamiento. Las instalaciones se completan con una área sociocultural que cuenta con polideportivo, piscina, gimnasio, biblioteca y salón de actos. Talleres de trabajo, lavandería, cocinas y panadería más las oficinas.

## Historia
En marzo de 2006, se anunció que el ministerio de Interior cerraría la cárcel de Nanclares y que construiría otra en terrenos cercanos, al quedarse esta obsoleta y sin sitio para más presos. Finalmente, las obras comenzaron a finales de 2008 en el antiguo polvorín militar de Zaballa, en las faldas del monte San Miguel, muy cerca del pueblo de Subijana de Álava (perteneciente al municipio de Vitoria), pero todavía dentro del término local de Nanclares de la Oca. A pesar del gran rechazo a las obras, estas se desarrollaron sin grandes problemas y en 2011 fue inaugurada la nueva cárcel.
Es llamada popularmente macrocárcel, debido a su tamaño equivalente al de 18 campos de fútbol (80.000 m²), y para muchos sus instalaciones son excesivas y un lujo para lo que pretende ser. Cuenta con gimnasio, piscina, 720 celdas de 13 m² cada una, polideportivo, biblioteca y aulas de informática y música entre otras.
Carece de torres de control y vigilancia aparentes, aunque más de 200 cámaras de televisión vigilan cada rincón con un sofisticado sistema de última generación. Su perímetro de seguridad, de 3 kilómetros, está formado por cinco vallas y muros de hasta seis metros de altura, algunos dotados de alambradas antifuga.